# Martimorivier
De Martimorivier (Martimojoki) is een Finse rivier de stroomt in de regio Lapland. De rivier ontstaat nabij het dorpje Martimo. De rivier stroomt westwaarts en maakt deel uit van het stroomgebied van de Torne. Ze is ruim 42 kilometer lang.